# Grandes Variations sur un thème du comte Gallenberg
Les Grandes Variations sur un thème du comte Gallenberg sont une œuvre concertante qui consiste en une série de thème et variations pour piano et orchestre de la compositrice française Louise Farrenc, écrite en 1834.

## Contexte et création
Louise Farrenc compose ses Grandes Variations sur un thème du comte Gallenberg en 1834, juste après son Ouverture no 2. Si elles ont un certain sens de la dramaturgie, leur but est de présenter une démonstration de virtuosité de la part du pianiste. Le comte Wenzel Robert von Gallenberg était un compositeur autrichien spécialisé dans la musique de ballet, et il était l'époux de la comtesse Giulietta Giucciardi, pupille de Ludwig van Beethoven et dédicataire de sa Sonate pour piano no 14.

## Structure
L'œuvre comprend un thème, cinq variations et un finale.

## Analyse
Si le thème de Gallenberg n'a rien d'original, Louise Farrenc en fait une série de variations intéressantes. En effet, elle a écrit beaucoup de variations, notamment sur des thèmes de Gioachino Rossini, Vincenzo Bellini, Carl Maria von Weber, Gaetano Donizetti ou encore George Onslow. Usant de la forme comme d'un moyen pour présenter l'élégance de jeu et la technique pianistique, elle est démontre un grand lyrisme dans cette œuvre.